# Левидов, Михаил Юльевич
Михаил Юльевич Левидов (настоящая фамилия Левит; 12 (24) февраля 1891, Москва — 5 мая 1942) — русский советский писатель, драматург и журналист.

## Биография
Родился в 1891 году в Москве в семье акционера керосино-масляного завода (после революции эмигрировал); не позднее 1899 года семья поселилась в Баку. В 1907 году окончил гимназию в Баку, в 1911 году — юридический факультет Харьковского университета.
Печатался с 1914 года, в том числе в горьковской «Летописи».
С первых дней Октябрьской революции стал работать в советской печати. В 1918—1920 заведовал иностранным отделом РОСТА и отделом печати Народного комиссариата иностранных дел. В качестве корреспондента неоднократно выезжал за границу (Ревель, Лондон, Гаага, Берлин). Был литературным сотрудником журнала «Экран».
Выступал как политический фельетонист в газетах «Правда», «Труд», «Рабочая газета», «Ленинградская правда», печатал статьи по вопросам культуры, литературы и театра в журналах, преподавал литературу в первом институте журналистики. Сотрудничал с авангардистским журналом «ЛЕФ» (Левый фронт искусства). Создатель теории «организованного упрощения культуры».
8 октября 1926 года опубликовал в Вечерней Москве рецензию на «Дни Турбиных» Булгакова, поставленную во МХАТе. Признавая писательский талант Булгакова, по поводу пьесы он заметил: «Что же получается? Ничего не получается. Досадный пустяк получается. Нет пьесы.»
Был знаменит своим остроумием — отсюда прозвище «советский Бернард Шоу». В 1936 году в серии Жизнь замечательных людей вышла его книга «Стейниц. Ласкер», в 1939 году — обширная монография «Путешествие в некоторые отдалённые страны, мысли и чувства Джонатана Свифта, сначала исследователя, а потом воина в нескольких сражениях», впоследствии переиздававшаяся.
В июне 1941 года арестован «за шпионаж в пользу Великобритании». Расстрелян 5 мая 1942 года, реабилитирован посмертно.

## Семья
- Брат — Александр Юльевич Тивель (Левит-Тивель; 1899, Баку — 1937, Москва)[6], сотрудник Коминтерна: секретарь Туркестанского бюро (1919—2021) и Восточного отдела ИККИ (1921—1922), заведующий Секретариатом председателя Коминтерна (1922—1923), секретарь редакции журнала «Коммунистический Интернационал» (1923—1924), секретарь Агитпропотдела ИККИ (1924—1926), заведующий Иностранным отделом ЦК ВКП(б) (1926—1930) и сотрудник редакции журнала «Революционный Восток», автор книги «Вопросы мирового хозяйства и мировой политики» (М.: Госиздат, 1928); расстрелян 7 марта 1937 года[7]. Другой брат — Рафаил Юльевич Левит.
- Первая жена — София Александровна (Айзиковна) Эльяшева (1887 — после 1951), юрист.
  - Дочь — Инна Левидова, литературовед.
- Вторая жена — Белла Владимировна Минц (1889—1967), родом из Витебска, врач[8]. Её сестра Дина Владимировна Минц была замужем за драматургом Андреем Наврозовым (Семёнов, 1899—1941); их сын — литератор и переводчик Лев Наврозов, внук — поэт, публицист, блогер Андрей Наврозов[англ.][9][10]. Её племянница Татьяна Марковна Рыбакова (1928—2008), мемуаристка, была замужем (последовательно) за поэтом Евгением Винокуровым и прозаиком Анатолием Рыбаковым.
  - Дочь — Майя Левидова (1921—2012), художница, педагог-методист по рисованию; была близко знакома с Р.Р. Фальком[11][12], замужем за литературоведом Эдуардом Бабаевым.
    - Внук — Михаил Одноралов, художник.

## Сочинения
- Диктатура пустяков. М.—Пг.: Пучина, 1923.
- Всё об Англии (1924)
- К истории союзной интервенции в Россию. Том 1. Л.: Прибой, 1925. — 6 000 экз.
- Ораторы Октября. Харьков, 1925.
- Главнейшие государства мира (1925)
- Чья рука? (убийство Нетте). ГИЗ, 1926.
- Взгляд на Запад. Изд. Московского товарищества писателей, 1927.
- Простые истины (1927)
- Стейниц. Ласкер (1936) — в серии ЖЗЛ
- Путешествие в некоторые отдалённые страны, мысли и чувства Джонатана Свифта, сначала исследователя, а потом воина в нескольких сражениях. — М.: Советский писатель,1939. — 402 с., тир. 10 000 экз. Переиздания — 1964, 1986 г. 2008 г. (издательство Вагриус)
- Как возникла книга (1940)

### Пьесы
- Заговор равных (1927) — запрещена постановлением Политбюро.
- Человек умер (1929)
- Аэроплан над городом (М., «Советская литература», 1934)
- Азорские острова (М.—Л.: «Искусство», 1936)
- Именины (1937)
- Осторожный человек (1939)

## Фильмография

### Сценарист
- 1924 — Руки прочь!
- 1931 — Две дороги